# Batalla de Dakar
La batalla de Dakar, también conocida como Operación Amenaza (inglés: Operation Menace) fue un fallido intento de desembarco en la costa occidental de África en Dakar por fuerzas francesas libres. El objetivo era persuadir a las autoridades locales de Vichy para unirse a De Gaulle y tomar el control del amplio territorio de África Occidental Francesa. Llevado a cabo en septiembre de 1940 costó la vida a más de 150 soldados franceses que recibieron el fuego de ametralladora de la Francia de Vichy.

## Antecedentes
Después de la conclusión del armisticio entre Francia y Alemania en junio de 1940, hubo una considerable confusión sobre a quién pertenecían diversas colonias francesas. Algunas, como Camerún o África Ecuatorial Francesa, se unieron a la Francia Libre, mientras que otras, como el Norte de África Francés, el África Occidental Francesa, Siria o la Indochina Francesa siguieron bajo el control de la Francia de Vichy. La flota francesa en el Mediterráneo fue capaz de enfrentarse a la marina italiana, dejando así las manos libres a la Royal Navy para enfrentarse a la Kriegsmarine alemana en la Atlántico. La posibilidad de que la flota francesa pudiese caer en manos alemanas llevó a los británicos a atacar Mers el-Kebir. Mientras que los británicos habían eliminado una amenaza potencial, su acción creó resentimientos que provocaron que muchos no se alistaran en las fuerzas de la Francia Libre.
Charles de Gaulle pensaba que podría persuadir a las fuerzas de la Francia de Vichy en Dakar a unirse a la causa aliada. Había diversas ventajas al hacerlo: no solo por las consecuencias políticas al conseguir que una nueva colonia cambiase de bando, sino también por motivos prácticos: las reservas de oro del Banco de Francia y del Gobierno de Polonia en el exilio estaban almacenadas en Dakar; y, militarmente, el puerto de Dakar era mejor para proteger los barcos aliados que circunvalaban África que el puerto de Freetown (Sierra Leona), la base que los Aliados usaban en aquellos momentos.

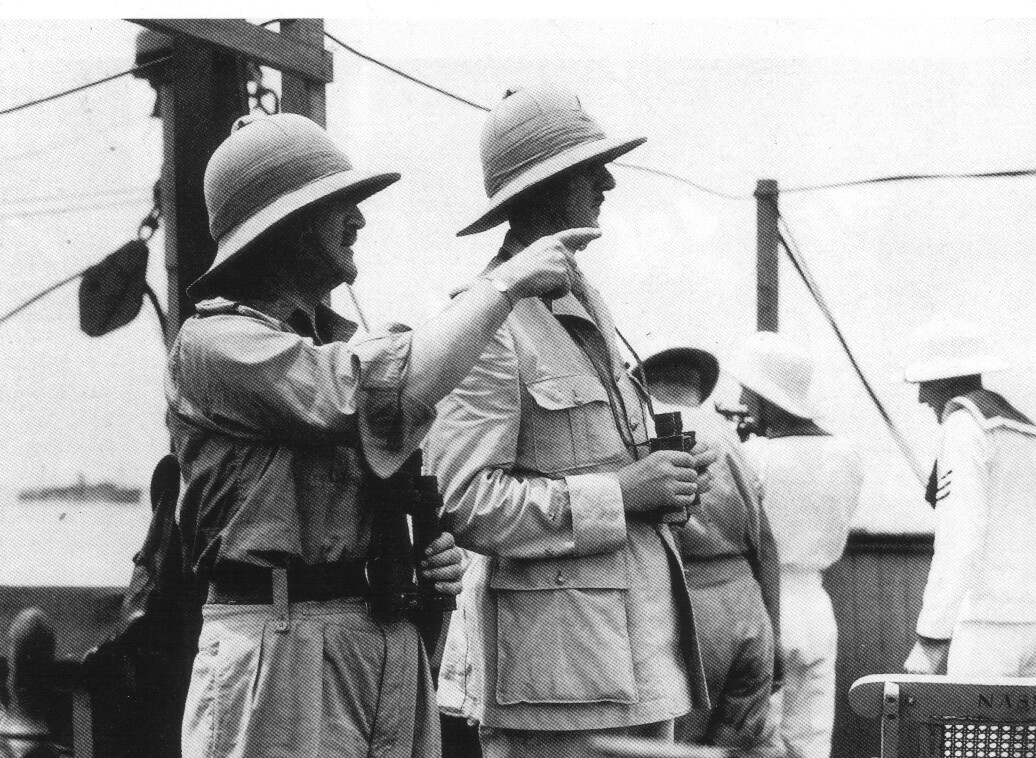
El general francés De Gaulle y el británico sir Edward Spears, representante personal de Churchill ante la Francia Libre, navegando hacia Dakar a bordo del barco neerlandés, Westernland.

Por tanto, los Aliados decidieron enviar una flota compuesta por un portaaviones (el HMS Ark Royal), dos acorazados, (el HMS Resolution y el HMS Barham),5 cruceros y 10 destructores hacia Dakar. Además, diversos transportes llevarían unos 8.000 soldados. Sus órdenes eran primero tratar de negociar con el gobernador leal a Vichy, y si no se tenía éxito, tomar la ciudad por la fuerza.
Entre las fuerzas de Vichy presentes en Dakar estaban destacaba el inacabado acorazado Richelieu, uno de los barcos de guerra más avanzados de la flota francesa, entonces completado en un 95%. Había abandonado Brest el 18 de junio, antes de que los alemanes llegasen al puerto. Antes del establecimiento del gobierno de Vichy, el HMS Hermes, un portaaviones británico, había estado operando con las fuerzas franceses en Dakar. Una vez el régimen de Vichy llegó al poder, el Hermes abandonó el puerto, pero se mantuvo a la vista, uniéndosele, el crucero pesado australiano HMAS Australia. Aviones provenientes del Hermes atacaron al Richelieu, recibiendo este el impacto de un torpedo. El acorazado francés quedó immovilizado, pero aún podía usarse como batería artillera flotante. Además en Dakar también había diversos submarinos y algunos barcos menores. Tres cruceros (el Gloire, el Georges Leygues y el Montcalm) habían zarpado de Tolón y navegaban hacia Dakar desde hacía unos días. El Gloire navegaba lento por unos problemas mecánicos, y fue interceptado por el Australia (ordenándosele navegar hacia Casablanca). Los otros dos cruceros y los destructores pudieron superar la persecución Aliada y llegaron a Dakar.

## Transcurso de la batalla

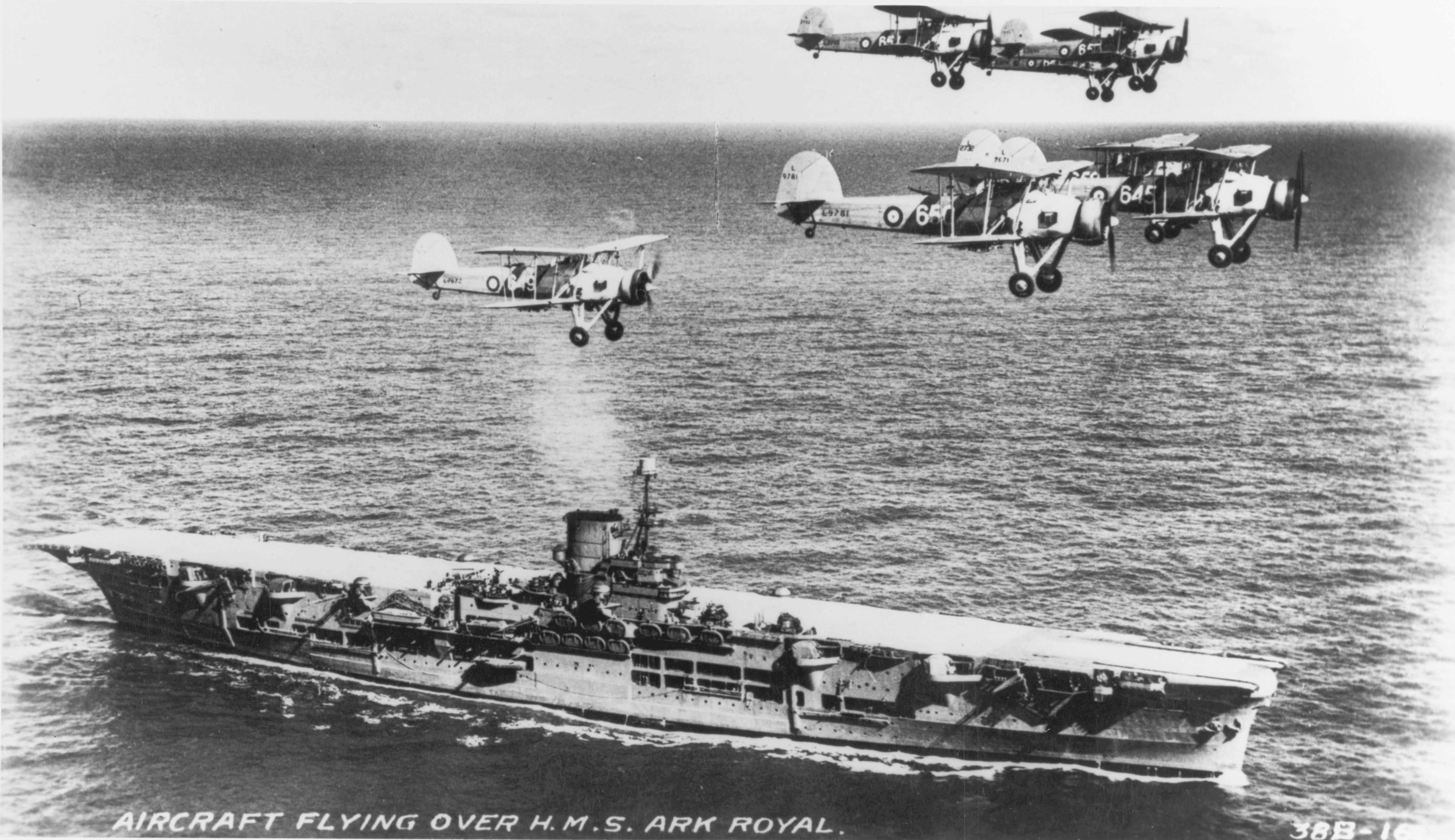
El HMS Ark Royal y diversos de sus Fairey Swordfish

El 23 de septiembre, la Fleet Air Arm lanzó panfletos propagandísticos sobre Dakar. Dos aviones de la Francia Libre despegaron desde el  Ark Royal y aterrizaron en el aeropuerto, pero las tripulaciones fueron hechas prisioneras de inmediato. Una barca que transportaba a diversos representantes de Charles de Gaulle entró a puerto, pero recibió diversos impactos. A las 10:00 horas, barcos de Vichy que intentaban abandonar el puerto recibieron diversas salvas de advertencia del Australia. Mientras los barcos volvían a puerto, las baterías costeras abrieron fuego sobre el Australia, iniciándose un enfrentamiento entre los acorazados, los cruceros y los fuertes del puerto. Por la tarde, el Australia interceptó y disparó sobre el destructor de Vichy Audacieux, provocándole diversos incendios y haciéndolo retornar a la costa.
También por la tarde se realizó una tentativa para desembarcar las tropas de la Francia Libre en la playa de Rufisque, al noreste de Dakar. El ataque fracasó cuando se encontraron bajo el fuego pesado de diversos puntos fuertes que defendían la playa. El general de Gaulle declaró que no quería que franceses hicieran derramar sangre francesa y suspendió el ataque.
Durante los dos días siguientes, la flota Aliada continuó atacando las defensas costeras. Durante los enfrentamientos, dos submarinos de Vichy, el Persée y el Ajax, fueron hundidos. La flota Aliada también sufrió daños: el Resolution fue torpedeado por el Bévéziers, y el Barham recibió una andanada de 380mm (15') del Richelieu. Dos cruceros también fueron dañados. 
Al final, la batalla de Dakar no fue muy bien para los Aliados: el régimen de Vichy no se había retirado; el Resolution estaba tan dañado que se tuvo de retirar a Ciudad del Cabo para ser reparado. Durante la mayor parte del conflicto, bombarderos de la Fuerza Aérea de la Francia de Vichy con sede en el norte de África, bombardearon Gibraltar. El bombardeo se inició el 24 de septiembre, como respuesta al primer combate en Dakar, finalizando el 25 de septiembre. Las instalaciones de Gibraltar sufrieron graves daños. Finalmente, los Aliados se retiraron, dejando Dakar y el África Occidental Francesa en manos de la Francia de Vichy.

## Tras la batalla

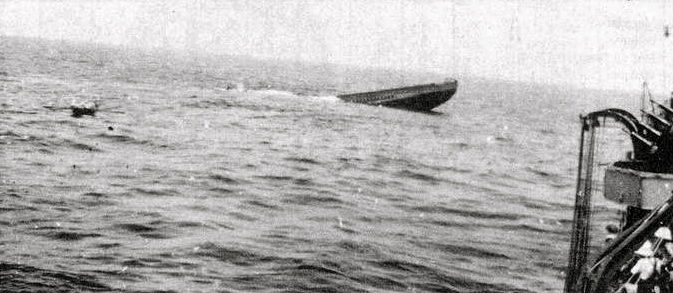
Scuttling of the French submarine Ajax, off Dakar, 25 september 1940, seen from HMS Fortune

Los efectos del fracaso Aliado fueron sobre todo políticos. De Gaulle creyó que podía ser capaz de convencer a los soldados y funcionarios franceses de Dakar para que pasasen al bando de la Francia Libre, pero no fue así, y eso dañó su reputación entre sus aliados británicos. Aún después del éxito de los franceses libres en la batalla del Gabón dos meses después, no consiguió reparar los daños causados.
A la vez, el ataque franco-británico hizo que el Gobierno de Vichy propusiese a los alemanes la firma de una alianza antibritánica el propio 23 de septiembre, ofrecimiento que al comienzo Hitler sopesó con interés. La decidida resistencia de las tropas de Vichy en Dakar y su intención de atacar las posiciones británicas en el Mediterráneo, especialmente Gibraltar, llevaron el 26 de septiembre a Hitler a preparar una reunión con el mariscal Pétain, lo que condujo a las entrevistas entre el mandatario alemán, el mariscal francés y Franco en octubre para tratar de establecer una alianza contra los británicos en el Mediterráneo occidental.

## Orden de batalla

### Aliados
- Portaaviones: HMS Ark Royal

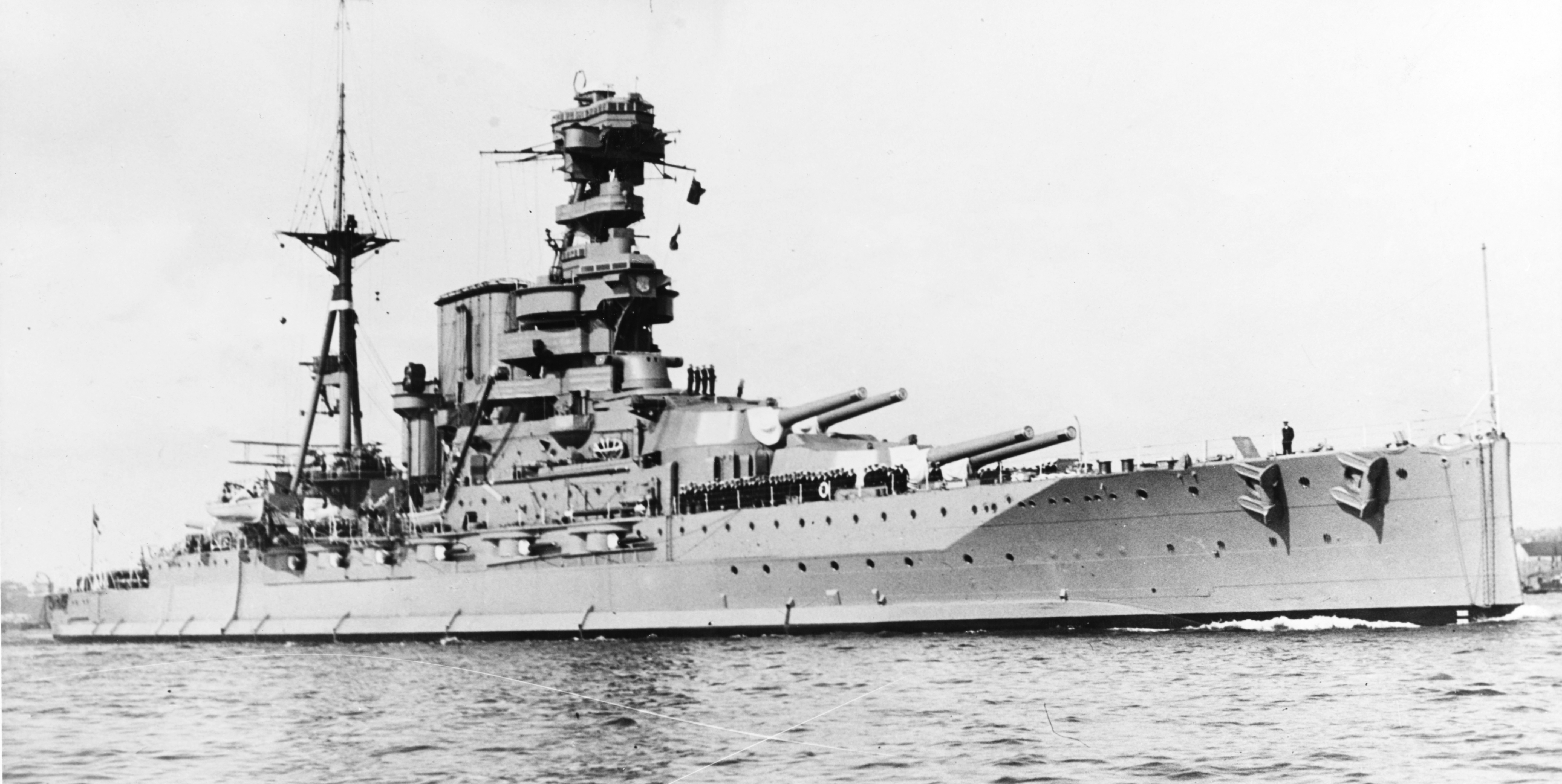
HMS Barham

- Acorazados: HMS Barham, HMS Resolution
- cruceros pesados: HMAS Australia, HMS Cumberland, Devonshire
- Cruceros ligeros: HMS Dragon, HMS Delhi
- Destructores: HMS Echo, Eclipse, Escapade, Faulknor, Foresight, Forester, Fortune, HMS Fury, HMS Greyhound, HMS Inglefield
- Escoltas/patrulleros: HMS Bridgewater, Commandant Dominé, Commandant Duboc, Houduce, HMS Milford, Savorgnan de Brazza
- Mercantes: 4 de la Francia libre y 1 británico
- Transportes: SS Westernland (transatlántico Holandés), SS Pennland (transatlántico holandés), MS Sobieski (transatlántico polaco) y 3 más
- 101a Brigada de los Royal Marines

### Francia de Vichy
- Acorazado: Richelieu

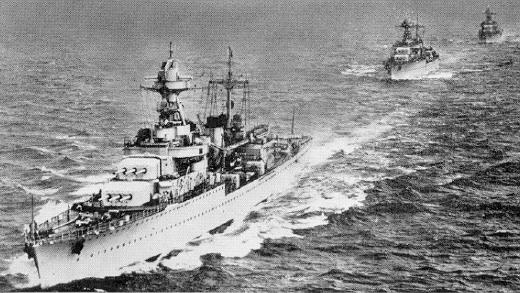
Crucero Georges Leygues

- Cruceros ligeros: Georges Leygues, Montcalm
- Destructores: L'Audacieux, Le Fantasque, Le Malin, Le Hardi
- Escoltas/patrulleros: Calais, Commandant Rivière, D'Entrecasteaux, D'Iberville, Gazelle, La Surprise
- cruceros auxiliares: El Djezair, El Kantara, El Mansour, Schoelcher, Ville d'Oran
- Mercantes: SS Porthos, SS Tacoma, SS Sally Maersk (Danés)
- Submarinos: Ajax (Q148), Béveziers (Q179), Persée (Q154)